# Língua kutenai
A língua Kutenai (/ˈkuːtəneɪ,_ʔi/), também Kootenai, Kootenay, Ktunaxa, Ksanka, é a língua nativa do povo nativo Kutenai de Montana e Idaho nos Estados Unidos e Colúmbia Britânica no Canadá, falada por tribos vizinhas na costa e no planalto interior. Os Kutenai também falam  •a qanⱡiⱡⱡitnam , a língua de sinais dos Ktunaxa

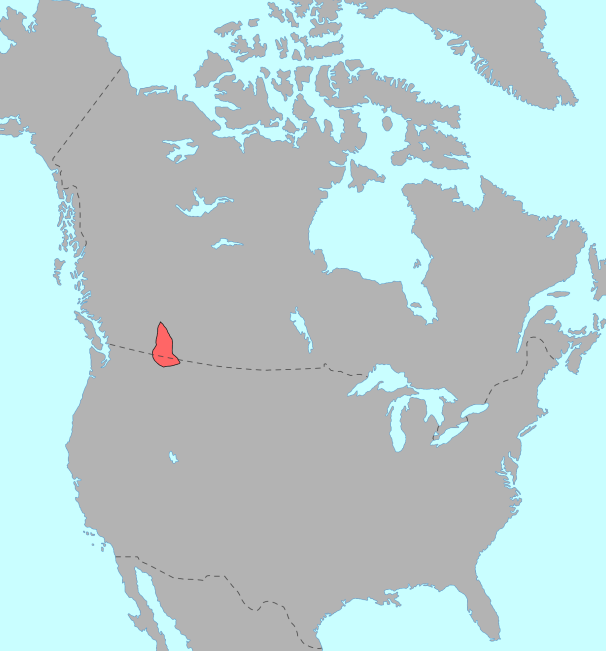
área onde se fala Kutenai

Kutenai é considerada tipicamente uma língua isolada. Houve tentativas de colocar Kutenai em uma das famílias linguísticas Macro - Línguas algonquinas ou Macro - Salishanas, mais recentemente como parte da língua salishe, mas isso não foi geralmente aceito.

## Situação atual
A partir de 2012, o povo Ktunaxa no Canadá está trabalhando em um esforço de revitalização da linguagem. Conselhos tribais de comunidades distintas da nação Ktunaxa contribuíram com uma seleção de gravações em áudio de palavras e frases em Kutenai para o site FirstVoices, um catálogo on-line das línguas indígenas de América do Norte. Em novembro de 2017, a página da Web de Ktunaxa tinha 2500 palavras e 1114 frases arquivadas, histórias e músicas gravadas, um aplicativo de aprendizado de idiomas disponível e o tutor do First Voices. O FirstVoices Tutor fornece lições e práticas no idioma determinado. O aplicativo “Ktunaxa Language”, acessível para dispositivos iOS, é um dicionário Ktunaxa que usa as gravações de áudio de palavras e frases, e fornece flashcards com áudio, do vocabulário encontrado no site FirstVoices. A nação Ktunaxa tem como objetivo direcionar as gerações mais jovens aos FirstVoices materiais para ensinar fluência na língua Kutenai.
Um desses exemplos é a comunidade ?aq̓am da Nação Ktunaxa, também conhecida como banda de St.Mary em Cranbrook B.C, que tem uma escola particular chamada Escola ʔaq̓amnik. Esta escola, além de fornecer o currículo padrão da BC, ensina a língua Ktunaxa e as tradições culturais das pessoas para as gerações mais jovens. Ele também tem um programa pós-escola e um programa chamado Headstart, que ajuda adultos de crianças até seis anos de idade a aprender sobre o ensino da cultura e da língua Ktunaxa para seus filhos.
As Tribos Salishe e Kutenai Confederadas da Nação Flathead fundaram o Colégio Salish Kootenai, uma escola tribal na reserva Flathead em Pablo, Montana. A faculdade oferece um programa de certificação em estudos nativos americanos, que exige que os alunos tenham conhecimento da história e da cultura das pessoas Salishe e Ktunaxa. O currículo também oferece aulas de pronúncia e gramática básicas da língua Kutenai. Algumas fontes sugerem que o conhecimento e a preservação da cultura das comunidades nativas contribuirão para a preservação da língua das comunidades, mas ainda não há evidências do Colégio Salish Kootenai para apoiar essa afirmação..
O principal campus da Faculdade de Rocky Mountain, na Colúmbia Britânica, fica em Crancrook B.C, no território do povo Ktunaxa. Como tal, o colégio tem colaborado com o povo Ktunaxa por 40 anos a partir de 2015. Além de oferecer aulas de estudos indígenas, o Rocky Mountain College oferece aulas on-line básicas Ktunaxa, KTUN-101 e KTUN-102, usando o site FirstVoices como o recurso de aprendizagem primária. Eles também oferecem um Workshop Ktunaxa para alunos iniciantes que fornecem frases básicas e pronúncia, e informações culturais do povo Ktunaxa..

## História da pesquisa
A primeira gramática de Kutenai foi compilada pelo missionário Philippo Canestrelli e publicada em 1894 em latim.(Online text here)
Em 1918, Franz Boas publicou The Kutenai Tales, uma transcrição e tradução de várias histórias de Ktunaxa. As histórias foram reunidas por Alexander F. Pierce em 1891 e Boas em 1914, e contadas por membros do povo Ktunaxa incluindo Andrew Pierre, Pierre Numan, Joe Mission, Andrew Felix, e o maior contribuinte da comunidade, um homem referido como Barnaby.
Paul L. Garvin fez vários trabalhos descritivos descrevendo a fonética, a morfologia]] e a silabação em Ktunaxa. Ele produziu também tem duas fontes de transcrições de nativos falando.
Em 1991, Lawrence Richard Morgan escreveu uma descrição da Língua Kutenai como sua dissertação de doutorado através da Universidade da Califórnia em Berkeley. Essa descrição é focada em como a linguagem funciona e define especificamente as partes funcionais da mesma. O trabalho de Morgan é uma lista exaustiva de cada partícula gramatical, morfema e aposição, com seus respectivos ambientes e suas formas variadas

## Tipologia
Como outras línguas na área, Kutenai tem um rico inventário de consoantes e um pequeno inventário de vogais, embora haja alofones das três vogais fonêmicas básicas. A falta de uma distinção fonêmica entre consoantes surdas e sonoras é como em outras línguas da área. Como Kutenai está na periferia dessa área lingüística, a perda de um inventário lateral é consistente com outras línguas próximas, que agora têm apenas uma ou duas consoantes laterais. Um desses grupos de idiomas contém as línguas sahaptiana], que tiveram uma perda semelhante de laterais. A língua nez perce tem  / ts /, o qual acredita-se ser o lateral africada na proto-linguagem. Nez Perce, como Kutenai, está na periferia oriental da área linguística do Noroeste.
Outra análise tipológica investiga a categoria lexical de pré-verbos em Kutenai. Essa categoria lexical distingue as línguas Algonquinas vizinhas de Kutenay e da área lingüística de Kutenai, encontradas ao leste das Montanhas Rochosas. Outra relação tipológica que Kutenai pode ter é a presença de seu sistema de pronomes obviativos na 3ª pessoa.

## Escrita
A língua Kutenai tem uma escrita em alfabeto latino numa forma bem própria. Não se usam as letras E, O, nem B, D, F, G, J, R, V, Z. Usam-se as formas A•, I•, U•, Ȼ, Ȼ̓, K̓, Ⱡ, M̓, N’, P’, Q’, T’, ?.

## Fonologia

### Consoantes
Kutenai não tem distinção fonética entre consoantes surdas e sonoras
|             |             | Labial  | Labial  | Dental  | Dental   | Lateral | Palatal | Velar | Velar   | Uvular | Uvular  | Glotal | Labiovelar |
| plana       | ejetiva     | plana   | ejetiva | plana   | ejetiva  | Lateral | Palatal | plana | ejetiva |        |         | Glotal | Labiovelar |
| ----------- | ----------- | ------- | ------- | ------- | -------- | ------- | ------- | ----- | ------- | ------ | ------- | ------ | ---------- |
| Oclusiva    | Oclusiva    | p [p]   | pʼ [pʼ] | t [t̪]   | tʼ [tʼ]  |         |         | k [k] | kʼ [kʼ] | q [q]  | qʼ [qʼ] | ʔ [ʔ]  |            |
| Africada    | Africada    |         |         | ȼ [ts]  | ȼʼ [t͡sʼ] |         |         |       |         |        |         |        |            |
| Fricativa   | Fricativa   |         |         | s [s]   |          | ⱡ [ɬ]   |         |       |         | x [χ]  |         | h [h]  |            |
| Nasal       | plana       | m [m]   |         | n [n]   |          |         |         |       |         |        |         |        |            |
| Nasal       | glotalizada | mʼ [ʔm] |         | nʼ [ʔn] |          |         |         |       |         |        |         |        |            |
| Aproximante | Aproximante |         |         |         |          |         | y [j]   |       |         |        |         |        | w [w]      |

### Vogais
A extensão da vogal em Ktunaxa também é contrastante, então duas palavras podem ser diferenciadas apenas alongando ou encurtando uma vogal. Alguns desses pares mínimo s são o radical verbal 'cavar algo'  [ʔakaːkʼuː] e o substantivo 'armadilha de aço para animal'  [ʔaːkaːkʼuː] e o radical verbal para 'cair nesta direção / cair de algum lugar'  [ʔakmuːxuː] e 'o lugar onde (alguém está) sentado, o lugar de alguém em uma mesa'  [ʔaːkmuːxuː]. Ambos os pares diferem apenas na extensão da primeira vogal, [a] vs [a:].
|         | Anterior | Posterior |
| ------- | -------- | --------- |
| Fechada | i [i]    | u [u]     |
| Aberta  | a [a]    |           |

## Gramática
Em termos gerais, Kutenai é uma língua aglutinante, com muitas funções gramaticais sendo servidas por ambos os prefixos e sufixos, primariamente no verbo, apesar de alguns afixos selecione substantivos bem. Como mencionado acima, uma característica distintiva de Kutenai é o uso de um sistema obviativo como uma forma de rastrear quais entidades e conceitos são particularmente centrais / salientes para uma história sendo contada e como um modo gramatical de esclarecer os papéis de cada entidade em sentenças com dois argumentos de terceira pessoa: "Pronomes, substantivos, verbos e advérbios todos tomam marcadores obviativos", tornando-o particularmente diferente de alguns sistemas de obviação mais conhecidos (como o Algonquino, que permite apenas obviação em substantivos animados de terceira pessoa). Kutenai também faz uso de um sistema língua inversa / direta." Tem um sistema de atributo do sujeito abertam, ʔin `ser'.

### Sintaxe

#### Ordem das palavras
A ordem de palavras em Kutenai pode ser flexível em resposta a aspectos de discurso pragmática. Como há muitas marcas de “cabeça da frase” (ponto principal), é raro haver um sujeito “aberto” e um objeto “aberto” numa frase, uma vez que a morfologia do verbo deixa claro quem está agindo em quem. Morgan afirma que, se for apropriado expressar os dois argumentos de um verbo em um contexto "neutro", a ordem das palavras Verbo- Objeto- Sujeito é preferida; no entanto, também pode se alternar com a ordem Verbo-Sujeito- Objetp. A posição pré-verbal pode ser ocupada por advérbios, como visto nesses três exemplos:
| 1) | qa•kiⱡ                                          | hiȼ'kiⱡ  | -ni  | hukiʔ     | -s   | tiⱡna         |
|    | advérbio                                        | procurar | -IND | piolho(s) | -OBV | senhora idosa |
|    | A velha senhora começou a procurar por piolhos. |          |      |           |      |               |

| 2) | pikʔak                                                         | -s  | naqaʔi  | -ni  | titkat' | qakⱡik | xaxa  | -s   |
|    | há muito tempo                                                 | OBV | existir | -IND | homem   | chamar | corvo | -OBV |
|    | Há muito tempo atrás havia um homem chamado `Xaxa '(ou corvo). |     |         |      |         |        |       |      |

| 3) | é                   | -iⱡ       | ȼⱡakiⱡ | -ni  | xaxa  | naʔuti | -s   |
|    | muito               | Pré-verbo | gosta  | -IND | corvo | menina | -OBV |
|    | o corvo ama Naʔuti. |           |        |      |       |        |      |

Um aspecto de Kutenai que complica um pouco a ordem das palavras é o fato de o verbo ser marcado para sujeitos de primeira ou segunda pessoa por "pronomes de afixo ou clíticos" que precedem o radical "hu / hun" para "eu" e "hin" para "você". É comum na ortografia escrever os pronomes como palavras separadas, fazendo parecer que a ordem das palavras é Pronome - Sujeito – Verbo - Objeto).

#### Inverso
Em muitos idiomas, as condições para o inverso incluem situações nas quais a primeira ou segunda pessoa está no papel de "objeto", e a terceira pessoa é o "sujeito" como em "Ela viu você/eu". Em Kutenai, no entanto, as situações usam morfologia específica de "objeto de primeira e segunda pessoa", separada do inverso. Como consequência, o sistema inverso de Kutenai é mais claramente observável nas interações entre terceiros. Os dois exemplos seguintes (de Dryer, 1991) mostram o direto e o inverso, respectivamente:
| 4) | wu•kat                | -i   | paⱡkiy | -s  | titqat' |
|    | ver                   | -IND | mulher | OBV | homem   |
|    | O homem viu a mulher. |      |        |     |         |

| 5) | wu•kat                                      | -aps | -i   | titqat' | -s   | paⱡkiy                                    |
|    | see                                         | -INV | -IND | homem   | -OBV | href="Consoante velar labializada" mulher |
|    | o homem (obviativo) viu a mulher (próxima). |      |      |         |      |                                           |

#### Tipificação
As cláusulas dependentes (subordinadas) são marcadas com um  k  e uma falta de morfologia indicativa sobre o verbo, como são perguntas, nominalizações e cláusulas relativas. O  k  pode cliticizar para o material que o segue, como pode ser visto neste exemplo.
| 6) | wu•kat                                                                                     | -i   | titqat' | -s  | k-   | was-   | aqna  | -p | -s |
|    | ver                                                                                        | -IND | homem   | OBV | SUB- | rápido | fazer |    |    |
| S3 |                                                                                            |      |         |     |      |        |       |    |    |
|    | Ele viu um homem fazendo algo com pressa. (Ele viu, um homem que ele faz algo rapidamente) |      |         |     |      |        |       |    |    |

## Amostra de texto
Taxas n̓uk̓nił huqnaniyamni. c̓inałunisnamni. Qanał łunisnamnic taxas n̓uk̓nił c̓ininmitqałxuni. Snał łunisnałkaɁni Ɂaˑqał.
Português
Então eles de repente se mudaram para o acampamento. Eles estavam se movendo. Como eles estavam se movendo, então, de repente, a nuvem começou a se mover rapidamente. A nuvem estava em movimento.

### Aprendizado Ktunaxa
- FirstVoices: Ktunaxa Community Portal online spoken dictionary, phrasebook, and language learning games
- First Voices Language Tutor online course
- wupnik' natanik, "new + times = technology"
- Ktunaxa app, for iPhone
- Kootenai Culture Committee of the Confederated Salish and Kootenai Tribes. Ksanka ʼA•kłukaqwum = Kootenai Dictionary. Elmo, Mont: Kootenai Culture Committee, Confederated Salish and Kootenai Tribes, 1999.